# Crucibulum auricula
Crucibulum auricula är en snäckart som först beskrevs av Gmelin 1791.  Crucibulum auricula ingår i släktet Crucibulum och familjen toffelsnäckor. Inga underarter finns listade i Catalogue of Life.